# Holotrichia nigra
Holotrichia nigra är en skalbaggsart som beskrevs av Ludwig Redtenbacher 1868. Holotrichia nigra ingår i släktet Holotrichia och familjen Melolonthidae. Inga underarter finns listade i Catalogue of Life.